# Souvenir de Gustave Prat
'Souvenir de Gustave Prat' est un cultivar de rosier hybride de thé obtenu en 1910 par le rosiériste lyonnais Joseph Pernet-Ducher. Il doit son nom à un amateur de roses de la région lyonnaise.

## Description
Il s'agit d'un petit buisson très compact bien érigé et ramifié dont les fleurs présentent d'abord des boutons ovoïdes très pointus laissant la place à des fleurs doubles globuleuses (17-25 pétales). Leur couleur est peu courante : d'un jaune soufre très pâle sur les bords et plus intense au cœur. Il est très florifère. La floraison est remontante mais nécessite une situation ensoleillée et un sol frais, car il ne supporte pas la sécheresse. Il résiste aux hivers froids. 
Ce rosier a eu un certain renom au début du XXe siècle et se rencontre encore dans les pays anglo-saxons. On peut l'admirer à l'Europa-Rosarium de Sangerhausen en Allemagne.

## Descendance
Il a surtout été utilisé pour la production d'autres variétés grâce à ses qualités de robustesse : par exemple par croisement avec 'Madame Édouard Herriot' (Pernet-Ducher, 1913), il a donné le jour à 'Independence Day' (Bees, 1919) de couleur abricot. Son pollen a permis la naissance de l'hybride de thé de couleur rose soutenu 'Amy Johnson' (Alister Clark, 1931), du nom de la célèbre aviatrice britannique, de l'hybride de thé grimpant de couleur rose 'Cicely O'Rorke' (Alister Clark, obtenu en Australie en 1926 et mis au commerce en 1937) par croisement avec un semis non nommé, de l'hybride de thé de couleur saumon 'Mab Grimwade' (Alister Clark, 1937), de l'hybride de thé rose 'Argosy' (Alister Clark, 1938).